# Área micropolitana de Crescent City
El área micropolitana de Crescent City,  y oficialmente como Área Estadística Micropolitana de Crescent City, CA µSA  tal como lo define la Oficina de Administración y Presupuesto, es un Área Estadística Micropolitana centrada en la ciudad de Crescent City en el estado estadounidense de California. El área micropolitana tenía una población en el Censo de 2010 de 28.610 habitantes, convirtiéndola en la 477.º área micropolitana más poblada de los Estados Unidos. El área micropolitana de Crescent City comprende el condado de Del Norte, siendo Crescent City la ciudad más poblada.

## Geografía
El área micropolitana de Crescent City se encuentra ubicada en las coordenadas 41°44′N 123°58′O / 41.74, -123.96.

## Composición del área micropolitana

### Ciudades incorporadas
Crescent City 

### Lugares designados por el censo
Bertsch-Oceanview |
Crescent City North |
Klamath |
Smith River 